# Nichts bleibt wie es war
Nichts bleibt wie es war ist das sechste Studioalbum der Bayreuther Band Goethes Erben.
Das Cover des Albums zeigt ein rot gekleidetes Puppenkind, das im Eis liegt. Es soll die Loslösung von der Kindheit symbolisieren, wenn das erwachsene Kind auszieht und die Puppe dabei zurücklässt.

## Entstehungsgeschichte
Die Existenz von Goethes Erben stand zuvor auf der Kippe, da das blaue Album und Schach ist nicht das Leben nicht den erwarteten Verkaufszahlen entsprachen. Henke führte das auf die zunehmende Zahl von unlizenzierten Kopien zurück, die im Internet verbreitet wurden. Das Album war deshalb als vorerst letztes der Band konzipiert. Die Erstauflage des Albums wurde daher mit einem Kopierschutz herausgegeben, die nicht am Computer abgespielt werden konnte. Es blieb jedoch bei dieser einen Veröffentlichung mit Kopierschutz, da die Band davon ausging, dass damit unzulässiges Kopieren nicht verhindert werden könne.
Die unsichere Zukunft der Band kommentierte Henke im Booklet mit den Worten:
„Und hier endet vorerst die Geschichte von GOETHES ERBEN, denn "Nichts bleibt wie es war" kann man als Frage an die Zukunft oder als abschließende Feststellung  betrachten. Einzig auf den Blickwinkel kommt es an.“

## Musikstil
Das Album enthält neben ruhigen Piano-Stücken auch Metal-Anleihen (Nichts Bleibt Wie Es War, Ganz sanft), Rhythmusstrukturen aus dem Hip-Hop-Umfeld (Glasgarten, Himmelgrau) sowie technoide Elemente (Zimmer 34 - Part 2). Lieder wie Fleischschuld sind ein Verweis auf die frühere Wirkungsgeschichte der Band, während die ruhigeren, eingängigeren Klänge eine neue Seite der Band zeigen.

## Titelliste
1. Der Eissturm – 4:29
2. Vermisster Traum – 3:22
3. Ganz still – 3:59
4. Paradoxe Stille – 3:48
5. Glasgarten – 4:32 (mit Peter Heppner)
6. Nichts bleibt wie es war – 3:54
7. Himmelgrau – 3:12
8. Ganz sanft – 4:00
9. Rotleuchtende einst weiße Engel – 4:18
10. Fleischschuld – 5:23
11. Zimmer 34, Part 1 – 6:53
12. Zimmer 34, Part 2 – 2:26
13. Nur ein Narr – 3:41
14. Was war bleibt – 5:38
15. Schreiheit – 3:18
16. Mensch sein – 3:09

Die Lieder 1 bis 5 fallen unter die Überschrift „Zeit nachzudenken“, 6 bis 12 unter „Zornige Utopien“ und 13 bis 16 unter „Resümee“.

## Single-Auskopplungen
Als Single wurden die Lieder „Der Eissturm“ und „Glasgarten“ herausgegeben. Sie existiert als gewöhnliche Single und als Maxi-CD, auf welcher noch „Die Tür in der Vergangenheit“ und „Pascal lacht (live)“ vorhanden sind. Die Glasgarten-Single wurde später auch als Bonus auf die Neuauflage des Albums gepackt.
Auf der Eissturm-Single findet sich auch eine Neueinspielung des Liedes „Schatten“ mit dem Namen „Schatten II“.

## Songinfos
- Das Lied Nichts bleibt wie es war ist eine deutschsprachige Vertonung des Liedes „Shockwaved“, das Mindy Kumbalek zusammen mit Project Pitchfork einspielte und 1996 unter dem Projektnamen Still Silent veröffentlichte.
- Das Lied Was war bleibt ist die Neuvertonung des gleichnamigen Liedes vom Debüt-Album von Erblast.
- Bei dem Lied Glasgarten wirkt Peter Heppner, der Sänger der Band Wolfsheim, als Duettpartner von Oswald Henke mit.
- Zu Glasgarten und Zimmer 34 wurde zusätzlich ein Video gedreht.
- Die Texte im Booklet werden nun erstmals nicht wie gewohnt noch ins Englische übertragen, dafür ist erstmals ein Vorwort von Henke zu finden, wo er zu jedem Lied - gut in den Text eingewoben - kurz etwas schreibt.

## DVD-Release
2002 erschien eine Doppel-DVD mit dem Titel Was war bleibt, in der alle Lieder des Albums in Videoclips wiedergegeben wurden. Eine Visualisierung zu jedem Lied eines Albums gab es bisher noch nicht, Goethes Erben erwiesen sich hier als Vorreiter. Die finanziellen Mittel für die Doppel-DVD waren jedoch knapp.
Beim Lied Fleischschuld ist nur der Ton zu hören, während das Bild schwarz bleibt. Das ursprüngliche Video hätte Bilder gezeigt, wie rohes Fleisch geschnitten wird, abgewechselt mit den Aufnahmen eines weinenden Kindes. Dies bewog die FSK dem Video keine Jugendfreigabe zu geben und auch nicht als FSK18 einzustufen. In der Urteilsbegründung der FSK wurde damit argumentiert, die bildliche Darstellung des Videoclips sei „tendenziell menschenverachtend“. Oswald Henke nahm dieses Urteil später als Vorlage zum Titel seines Buches FSK18 - tendenziell menschenverachtend. Mit der fehlenden Altersfreigabe entschied man sich gegen eine Veröffentlichung des Videos inklusive Bildmaterial. Andernfalls wäre für den Versand der DVD eine Alterskontrolle vorausgesetzt worden, deren aufwendiger Prozess man sich ersparen wollte. Stattdessen wurde das Video inklusive Bild später auf der DVD Debilitas veröffentlicht, die durch ihren Hauptfilm bereits keine Jugendfreigabe erhielt und es daher keine Rolle spielte.